# Une jeune fille et un million
Une jeune fille et un million (Uma Rapariga e um Milhão (título em Portugal) ) é um filme franco-alemão do género comédia musical, realizado por Fred Ellis e Max Neufeld e escrito por Karl Farkas, Emeric Pressburger, Irma von Cube e Serge Veber. É uma refilmagem do filme alemão Sehnsucht 202, também realizado por Max Neufeld. Estreou-se em França a 7 de outubro de 1932 e em Portugal a 20 de dezembro do mesmo ano.

## Elenco
- Madeleine Ozeray como Magda
- Christiane Delyne como Kitty
- Claude Dauphin como Bobby
- Daniel Lecourtois como Jacques
- Robert Moor como pimpão
- Camille Solange como mãe de Kitty
- Marfa d'Hervilly como tia de Kitty
- Robert Le Vigan como funcionário da agência
- Raymond Leboursier